# The Warehouse Studio

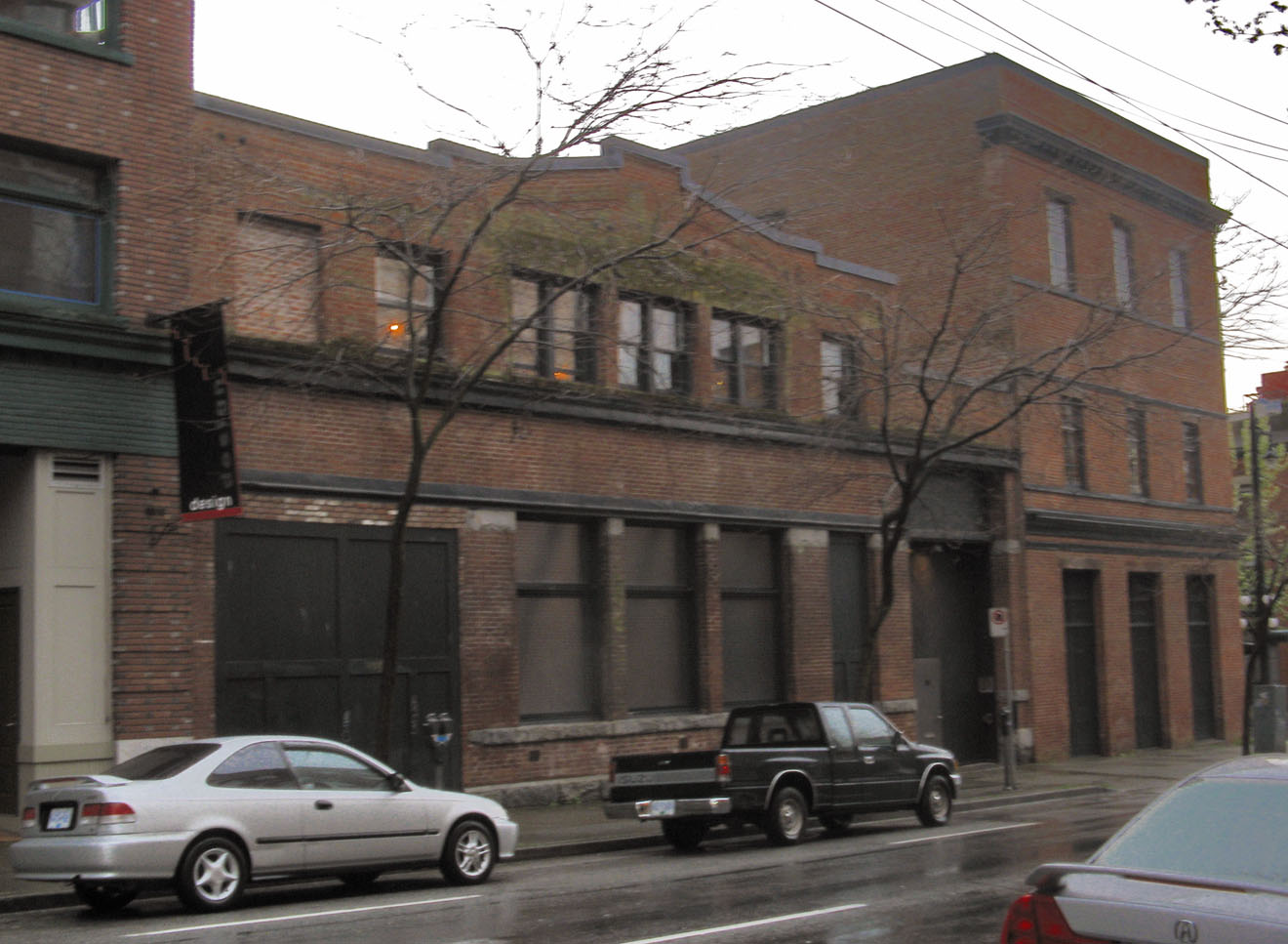
The Warehouse Studio in Vancouver's Gastown.

The Warehouse Studio è uno studio di registrazione e studio fotografico che si trova a Vancouver, Columbia Britannica, Canada di proprietà del cantante rock canadese Bryan Adams. 

## La costruzione
The Warehouse Studio è ospitato nel più antico edificio in mattoni di Vancouver, che si trova nell'attuale Gastown. Originariamente costruito dai Fratelli Oppenheimer nel giugno 1886-luglio 1887 come primo mercato alimentare all'ingrosso di Vancouver, è servito anche come edificio per il primo Municipio di Vancouver. Per la maggior parte della sua storia nell'edificio erano presenti una fabbrica di vetro e un magazzino di stoccaggio per Pilkington Glass Company.
Il primo Warehouse Studio, aperto nel 1986, si trovava nel seminterrato della casa di Bryan Adams ad ovest di Vancouver. Mentre era in tour, Adams consentiva ad altre band di registrare lì, ma non aveva intenzione di maggiori dimensioni per creare uno studio nel cuore di Vancouver. Nel 1989, ha comprato l'edificio; nonostante le pesanti tasse per la città e il costo per aggiornare sismicamente la struttura, Adams restaurò la struttura. L'edificio è stato tranciato in due, una metà della struttura è stata sventrata per ricavare un cortile all'aperto con un parcheggio e un piccolo putting green. L'altra metà della struttura è lo studio di tre piani, Adams ha fatto in modo che la struttura manteneva molto del suo carattere e il fascino antico.
Nel 1998, The Warehouse Studio ha ricevuto dalla città di Vancouver  l'Heritage Award per il miglior restauro di un edificio storico.

## Gli studi
Le considerazioni acustiche e tecniche del The Warehouse Studio mentre era in costruzione,  fino al 2003, sono state gestite da Ron "Obvious" Vermeulen. Lui e Adams hanno progettato lo studio.  John Vrtacic ha sostituito Vermeulen ed ha assunto come direttore tecnico della progettazione dello studio fino alla sua morte il 19 agosto 2009.

### Studio 1 - SSL 4072 G +
Inaugurato il 18 ottobre 1999, è il terzo studio ad essere entrato in funzione. Ricavato al primo piano, è il più popolare studio di miscelazione. Ha una grande cabina di isolamento attaccata,  un piccolo salotto e cucina.
La sala di controllo ha un State Logic SL 4000 console 72-channel Solid G Series Master Studio del sistema, con Total Recall e Black E Series EQ installato.

### Studio 2 - Neve A6630
Aperto il 9 febbraio 1998 è il secondo studio ad essere entrato in funzione. Situato al secondo piano, è la sala di monitoraggio principale. Le dimensioni della Live Room sono 32 metri per 58 metri, con un soffitto di 24 metri, con tre cabine di isolamento. C'è anche una zona lounge, un lungo tavolo per mangiare, servizi completi di cucina, e un piccolo patio per il fumo.

### Neve A6630 console
La Neve A6630 installata nello Studio 2 è una delle tre leggendarie console personalizzate costruite per George Martin. Costruito nel 1977, è stato installato negli AIR Studios di Londra a Oxford Street. E poi è stata trasferita presso gli Atlantic Studios di New York, fino a quando Adams la acquistò nel 1991. Ron "Obvious" Vermeulen ha ricostruito e modded console, ed è stata installata nello Studio 2.
Si tratta di una console divisa, con 58 canali, 24 bus, e un pannello di controllo a nastro 32 canali (58x24x32). I preamplificatori microfonici sono a funzione remota, ovvero la pressione attuale (34.427 moduli) sono alloggiati in carri rotolando sul pavimento della sala dal vivo. Il potenziometro del microfono sulla console invia una tensione di controllo per la pre. I principali 52 canali hanno 31.106 moduli EQ.
Alcune modifiche che sono state fatte per la console includono:
- Fader GML Automazione (installati nel febbraio 2001).
- 6 strisce personalizzate  "Sleve": un SSL mic circuito pre e EQ ospitato in una striscia di canale Neve.
- Pannello del monitor in linea.

### Studio 3 - SSL 9080 J
È il primo studio ad essere entrato in funzione il 9 luglio 1997. Si tratta di uno studio di 5.1 miscelazione (spazio vivo è collegato), situato al terzo piano. Dispone di un ampio salone con servizi completi di cucina, e un piccolo patio per il fumo e il barbecue.

### Studio 4
Al primo piano si trova la Edit Suite, una camera con Pro Tools e una console a 8-Bus Mackie Digital per il monitoraggio, e un piccolo stand iso per ciascuna registrazione necessaria.

### Unità mobile
The Warehouse Studio ha anche una unità mobile che ha usato Bryan Adams per registrare l'album 18 til I Die in Giamaica e in Provenza.

## Registrazioni celebri
Tra gli artisti che hanno registrato e mixato i propri album in questi studi, troviamo:
- AC/DC – Stiff Upper Lip, Black Ice,[21] Rock or Bust,[22][23][24] Power Up
- Airbourne – No Guts. No Glory.
- Avril Lavigne – Under My Skin
- Bad Religion – 30 Years Live
- Bryan Adams – Waking Up the Neighbours, 18 til I Die, Room Service, On a Day Like Today, 11, Get Up, Shine a Light, Pretty Woman – The Musical, So Happy It Hurts, Classic, Classic Pt II
- Atreyu – The Curse
- Biffy Clyro – Puzzle
- Billy Joel – Storm Front
- Billy Talent – Billy Talent II
- Black Veil Brides – Black Veil Brides
- Bodyslam – Dharmajāti
- Chevelle – Wonder What's Next
- Colin James – Take It From The Top *
- The Cribs – Men's Needs, Women's Needs, Whatever
- Danielle Marie – "Vancouver"
- Daniel Ingram – At the Gala
- D.O.A. – Northern Avenger
- Elton John – The Road to Eldorado Soundtrack
- Good Charlotte – Good Morning Revival
- Gretchen Peters – Gretchen Peters
- Hedley – Famous Last Words
- illScarlett – All Day With It
- Iggy Pop – Skull Ring
- Jann Arden – Uncover Me 2, Everything Almost
- Joe Satriani – Black Swans & Wormhole Wizards, Unstoppable Momentum
- Loverboy – Rock 'n' Roll Revival[25]
- Marianas Trench – Fix Me, Masterpiece Theatre
- Matthew Good – Hospital Music
- Metallica – Cunning Stunts
- Michael Bublé – Crazy Love, To Be Loved, Nobody but Me, Love
- Michelle Creber – These Boots Are Made for Walkin'
- Mudvayne – L.D. 50
- Muse – Drones[26][27]
- Nickelback – Silver Side Up, The Long Road, All The Right Reasons
- Nirvana – From the Muddy Banks of the Wishkah
- OneRepublic – Waking Up, Native
- Paradise Lost - In Requiem
- R.E.M. – Reveal, Around the Sun
- Reset – No Limits
- Rise Against – Siren Song of the Counter Culture
- Shakira – Fijación Oral Vol. 1, Oral Fixation Vol. 2
- Simple Plan – Still Not Getting Any...
- Skid Row – Subhuman Race
- Slayer – God Hates Us All
- Stars – In Our Bedroom after the War
- Three Days Grace – Life Starts Now
- The Cribs – Men's Needs Women's Needs Whatever
- The Offspring – Days Go By
- The Tragically Hip – World Container
- Veruca Salt – Eight Arms to Hold You

## Produttori e ingegneri
- Andy Wallace
- Bob Clearmountain
- Bob Rock
- Brendan O'Brien
- David Bottrill
- Dave "Rave" Ogilvie
- GGGarth
- Mike Fraser[28]
- Randy Staub
- Sheldon Zaharko